# 下马峪乡
下马峪乡，是中华人民共和国山西省朔州市应县下辖的一个乡镇级行政单位。

## 行政区划
下马峪乡下辖以下地区：
下马峪村、马岚庄村、张庄村、下王庄村、寨子村、南旺庄村、段庄村、小寨河村、武家店村、冀家窑村、东安峪村、刘海窑村、水泉沟村、上马峪村、马岚口村、安和岭村、团城村、台子底村、黑石村、双沟村和木井村。